# Scott Duvall
Scott Duvall (né le 1er juillet 1956 à Hamilton) est un homme politique canadien. Membre du Nouveau Parti démocratique, il représente la circonscription de Hamilton Mountain de 2015 à 2021.

## Biographie
Avant sa carrière en politique, Duvall travaille dans l'acier puis est représentant syndical. Par la suite, il devient conseiller de ville pour le septième district d'Hamilton. Il est réélu jusqu'en 2015, alors qu'il décide de se présenter à la succession de Chris Charlton dans Hamilton Mountain. Cette décision attire l'ire de certains de ses constituants puisqu’il avait été réélu quelque mois plus tôt à son poste municipal. Le député néo-démocrate sortant est aussi critiqué puisqu'il supporte la nomination de Ben Adamczyk à sa succession. Il remporte la primaire puis l'élection générale. Réélu en 2019, il n'est pas candidat durant les élections anticipées de 2021 exprimant le désir de passer plus de temps avec sa famille.